# فهرست فرودگاه‌های جزایر کیمن

نقشهٔ جزایر کیمن

این مقاله شامل فهرست فرودگاه‌های جزایر کیمن است.

## فرودگاه‌ها
| مکان                | ایکائو | یاتا | نام فرودگاه                   |
| ------------------- | ------ | ---- | ----------------------------- |
| جرج‌تاون، جزایر کیمن | MWCR   | GCM  | فرودگاه بین‌المللی اوون رابرتس |
| Cayman Brac         | MWCB   | CYB  | فرودگاه بین‌المللی جرارد اسمیت |
| Little Cayman       | MWCL   | LYB  | فرودگاه صحرایی ادوارد بودن    |